# Foetidia sambiranensis
Foetidia sambiranensis är en tvåhjärtbladig växtart som beskrevs av Jean Marie Bosser. Foetidia sambiranensis ingår i släktet Foetidia och familjen Lecythidaceae.
Artens utbredningsområde är Madagaskar. Inga underarter finns listade i Catalogue of Life.